# Cedispsylla simplex
Cedispsylla simplex is een soort uit de familie van de vlooien (Pulicidae).

## Verspreiding en leefgebied
Deze soort komt voor in Noord-Amerika op katoenstaartkonijnen.